# Henry Austen
Pour les articles homonymes, voir Austen.
Henry Thomas Austen (8 juin 1771 - 12 mars 1850) est le quatrième des six frères de la romancière Jane Austen. 
Spirituel, bel homme, doté d'un optimisme à toute épreuve, il est sans doute le frère préféré de Jane Austen, qu'il aide régulièrement à négocier les droits de ses romans (en particulier Emma, Mansfield Park et Sense and Sensibility) à fin d'être publiée. 
Il épouse en 1797 sa cousine Eliza, veuve du comte de Feuillide, guillotiné en 1794. 
Il connaît une carrière assez chaotique, puisqu'il est d'abord lieutenant dans la milice de l'Oxfordshire, puis banquier, puis clergyman, après la faillite de sa banque. Il meurt en 1850, à Tunbridge Wells, dans le Kent.

## Biographie
Né en 1771, Henry est le quatrième frère de Jane Austen. On le considère généralement comme le frère préféré de celle-ci. Doué d'un esprit brillant, d'un optimisme à toute épreuve, il est décrit par l'une de ses nièces comme le plus beau et le plus talentueux de la famille. Sur le plan professionnel, cependant, sa carrière se révèle assez chaotique et beaucoup moins brillante que celle de la plupart de ses frères.
À l'âge de 17 ans, en juillet 1788, il entre au St John's College d'Oxford, bénéficiant d'une bourse comme son frère James avant lui. Il est diplômé en 1792, et obtient son Master of Arts (M.A.) en 1796. Trop jeune pour être ordonné lorsqu'il quitte Oxford, comme son frère James, il rentre comme lieutenant dans la milice de l'Oxfordshire. Il y restera jusqu'en 1801, avec le grade de capitaine.
En 1796, il est fiancé à Mary Pearson, de Londres, mais elle rompt à l'automne. Henry se tourne alors vers sa sémillante cousine « française » Eliza Hancock, veuve du comte de Feuillide, guillotiné en 1794, avec qui il avait flirté quelques années auparavant lorsqu'elle était venue en Angleterre pour la première fois en 1786.
Il l'épouse le 31 décembre 1797.
Il quitte alors la milice et, avec deux autres officiers, fonde une banque à Londres. Mais l'établissement fait faillite en mars 1816. Cette mésaventure touche aussi son oncle Perrot, ses frères Frank, James et surtout Edward, qui perd 20 000 livres sterling et reste lourdement endetté, car il s'était porté caution,.
Henry Austen devient alors clergyman ; il est d'abord ordonné diacre en 1816, puis pasteur en 1817. 
Il espère un temps récupérer des biens confisqués durant la Révolution française à Jean-François Capot de Feuillide, premier époux d'Eliza, avançant qu'il est héritier de sa femme, elle-même héritière de son fils, mais est débouté de ses prétentions au profit des frères et sœurs de Jean-François Capot de Feuillide par arrêt de la cour d'Agen du 25 janvier 1825.
Il meurt en 1850, âgé de 78 ans.

## Chronologie
- 1771 : Henry Thomas Austen naît le 8 juin 1771.
- 1788 : Henry rejoint son frère James au St John's College, d'Oxford.
- 1793 : Il s'engage au printemps la milice de l'Oxfordshire en tant que lieutenant.
- 1797 : 31 décembre. Après une cour assidue menée depuis 1795, il épouse à Londres sa cousine germaine, Eliza Hancock, dont le mari, le comte de Feuillide, a été guillotiné pendant la Terreur.
- 1801 : Janvier 1801. Il quitte la milice et s'établit comme banquier à Londres.
- 1803 : Mai. Il voyage en France avec Eliza, où ils manquent de se faire arrêter après la fin de la brève paix d'Amiens. À l'été et à l'automne 1804, Henry et Eliza vont passer des vacances avec la famille Austen dans le Devon et sur la côte du Dorset.
- 1811 : Au printemps, Jane Austen vient passer quelques mois chez Henry et Eliza, maintenant domiciliés à Londres, au 64 Sloane Street, Knightsbridge.
- 1813 : du 22 avril au 1er mai. Jane Austen demeure chez son frère à Londres, auprès d'Eliza malade qui décède le 25 avril. Elle aide alors Henry à déménager au 10, Henrietta Street, à Covent Garden.
- 1815 : Août et septembre 1815. Henry et Jane Austen négocient les droits d’Emma. 
Jane Austen reste chez Henri d'octobre à décembre 1816, car Henry tombe sérieusement malade à partir du 16 octobre. En novembre, Jane et Henry refusent une offre globale de 450 livres de l'éditeur Murray, portant sur les droits d’Emma, de Mansfield Park et de Sense and Sensibility. Emma sera finalement publié par Murray on commission, c'est-à-dire aux risques de l'auteur, qui prend tous les frais en charge et conserve tous les profits, moyennant la rétrocession d'une commission à l'éditeur (10 % à l'éditeur Murray dans le cas d'Emma)[5].
- 1816 : Au début de  l'année, Henry rachète pour le compte de sa sœur le manuscrit, toujours non publié par l'éditeur Richard Crosby[N 2], de Susan (le futur Northanger Abbey de Jane Austen).
En mars, la banque d'Henry fait faillite. entraînant des pertes considérables pour son frère Edward (la somme énorme de 20 000 livres, plusieurs millions d'euros de 2009), et son oncle Perrot 10 000 livres). Du coup, la sécurité financière de Jane, Cassandra et Mrs Austen, n'est plus assurée, car Frank et Henry ne peuvent plus  faire face à la pension qu'ils leur versaient.
En décembre, Henri est ordonné diacre (deacon), et devient vicaire (curate) de Chawton. Il sera ordonné pasteur au début de 1817[6].
- 1824 : Henry est fait vicaire perpétuel de Bentley, dans le Hampshire, où il demeure jusqu'en 1839[7].
- 1850 : 12 mars. Mort d'Henry Austen à Tunbridge Wells[7].